# Крејгивар
Замак Крејгивар (енгл. Craigievar Castle IPA:  ) се налази десетак километара јужно од Алфорда, недалеко од Абердина у североисточној Шкотској, а данас је седиште клана Семпил.
Подигао га је 1620. године Вилијам Форбс. Више је био намењен као резиденција, него као утврђење, иако има масивна врата, челичну капију и двориште опасано бедемом ојачним са кулом на сваком углу, од којих се једна одржала и до данас. Вилијам Форбс је, као млађи син, морао да се осамостали и остави трага у свету. Зарадио је богатство трговином, поготово на уносном шкотско-севернонемачком тржишту (Ханзеатска лига). Између 1610. и 1626. године, уложио је сав зарађени новац у изградњу Крејгивара.
Замак је био луксузно опремљен, а његов ентеријер је до данас остао скоро непромењен. У њему има много ствари које привлаче туристе:
- велика дворана са камином
- музичка галерија
- тајно степениште
- ликовни атеље
- Краљичина соба
- осликани плафони
- собе за послугу

као и низ других.
Дворац је био у власништву породице Форбс све до 1963. године, када је прешао у власништво државе.